# Albertisia villosa
Albertisia villosa är en tvåhjärtbladig växtart som först beskrevs av Arthur Wallis Exell, och fick sitt nu gällande namn av Lewis Leonard Forman. Albertisia villosa ingår i släktet Albertisia och familjen Menispermaceae. Inga underarter finns listade i Catalogue of Life.